# IC 214
IC 214 — галактика типу Sd () у сузір'ї Кит.
Цей об'єкт міститься в оригінальній редакції індексного каталогу.